# タグビララン
タグビララン（英語: Tagbilaran City、セブアノ語: Dakbayan sa Tagbilaran）は、フィリピン中部ボホール島の西南部にある港湾都市である。ボホール島で一番大きな街で、ボホール州の州都でもある。面積は32.7平方kmで海岸線の長さは13km。バランガイの数は15、人口は2007年現在で92,297人で年々増加している。
タグビラランはマニラからは東南へ630kmほど、セブからは南へ72kmほど。セブやマニラからの航空機が着く空港を擁するボホール島の玄関口であり、島周辺のリゾートへの拠点である。
タグビラランはボホール州の政治・交通の中心であるが、観光業、金融、食品工業など経済の中心地でもある。またボホール大学、ホーリー・ネーム大学など高等教育機関のある教育の中心でもある。

## 歴史
タグビラランの街はスペイン人による征服以前は、中国やマレー半島との交易で栄える集落だった。スペイン人のコンキスタドールであるミゲル・ロペス・デ・レガスピはフィリピンへ向かうべくメキシコを起ち、1565年3月にボホールに到達した。彼はボホール島に住む領主（ダトゥ）のシカトゥナ (Datu Sikatuna) と和平を結び、現在タグビララン市域に属する海岸で、互いの左腕を切ってその血を一つの容器に注ぎ、ワインと混ぜて飲む血盟を交わした。この出来事は、毎年7月の間ずっと続くサンドゥゴ・フェスティバル (Sandugo Festival) で祝われている。
レガスピのセブ・マニラ征服によりフィリピンはスペイン領となった。ダグビララン（サン・ホセ・デ・タグビララン）は1742年2月9日に東隣のバクラヨン (Baclayon) の町から分離し独立した町となった。1966年7月1日、タグビラランを市とする法律 (Republic Act No. 4660) に基づきタグビララン市が成立した。タグビラランは米比戦争においてアメリカ軍に、太平洋戦争において日本軍に占領され、大きな人的被害が出ている。市内のウブジャン (Ubujan) ではボホール人のフランシスコ・サラザール大佐がヴィセンテ・キューベロの偽名を使いゲリラを集め決起し日本軍と戦った。サラザール自身も戦死するなどの被害を出したがこの勇気は現在も称賛されている。
2013年発生したボホール地震（Mw7.2）の地震により、市内で3人が死亡、21人が負傷したほか、港や空港のターミナルが損傷するなどの被害が生じた。

## 交通
- タグビララン空港

## ギャラリー

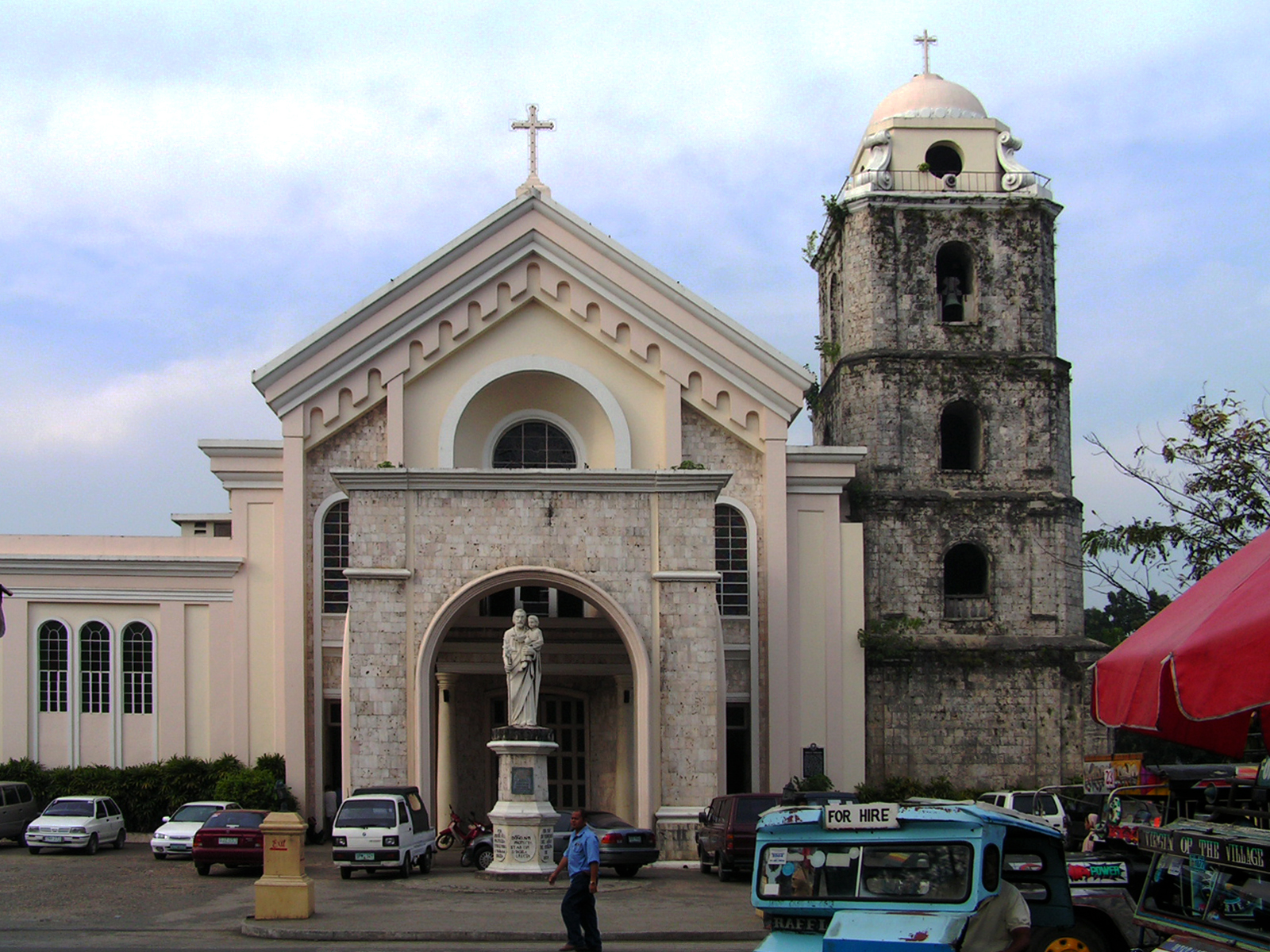
タグビラランのサン・ホセ教会
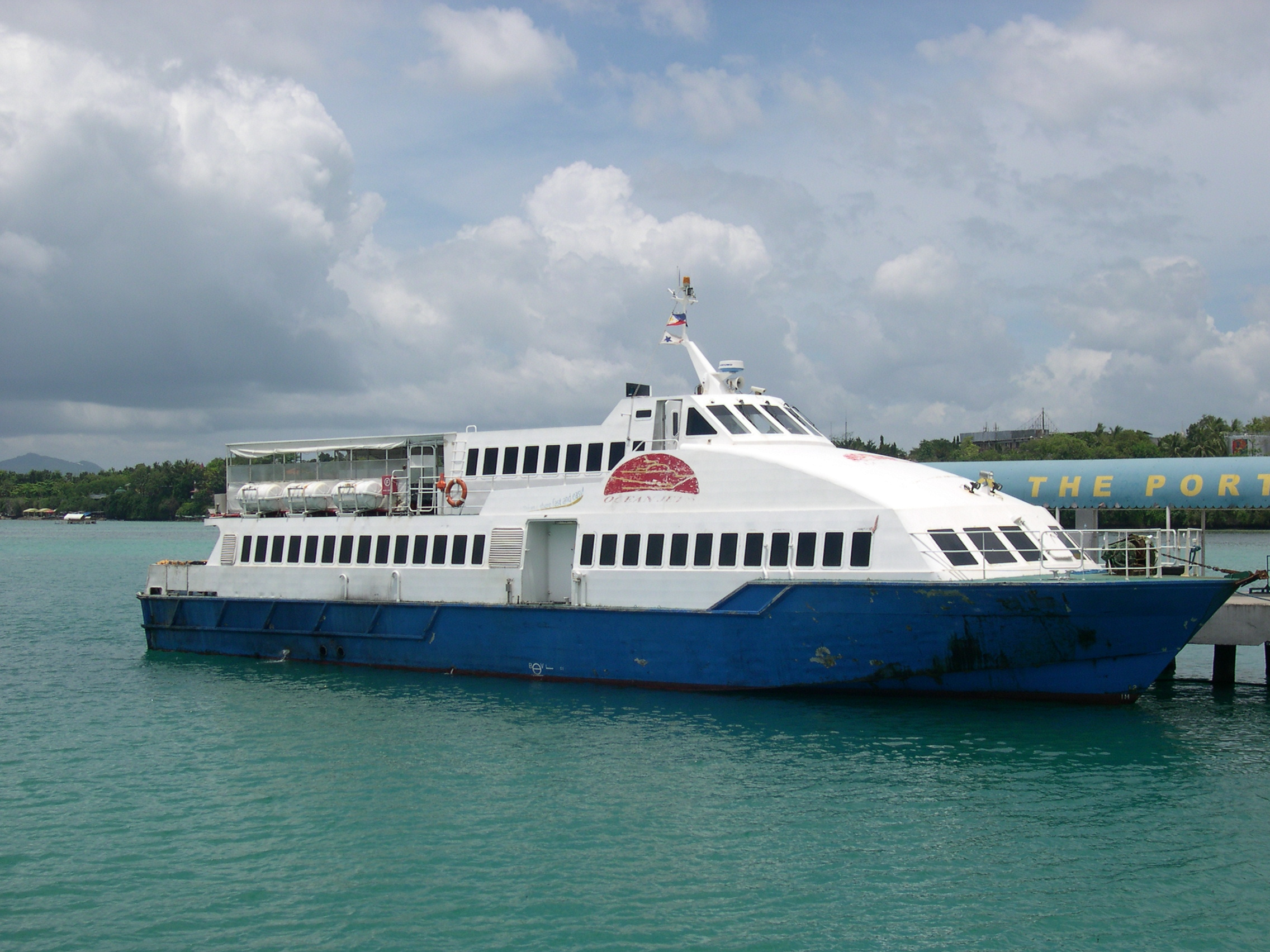
セブとの間を結ぶ高速船